# Karnov's Revenge
Karnov's Revenge es un videojuego de lucha de 1994 desarrollado por Data East y lanzado para la Neo Geo. Es el segundo juego de la serie Fighter History. El juego fue porteado posteriormente a Neo Geo, Neo Geo CD y Sega Saturn.

## Jugabilidad
Mientras que el juego previo era similar a la distribución de 6 botones de Street Fighter, el sistema de juego de Karnov's Revenge es similar a los juegos de lucha de SNK como Art of Fighting y Fatal Fury. Debido al cambio de hardware de la plataforma MVS de SNK, la configuración de los controles fue reducida de seis botones de ataque a solo cuatro (ofreciendo solamente ataques débiles y fuertes).
Una nueva característica es introducida en la forma de «ataques uno-dos». Cuando el jugador pulsa un botón de golpe fuerte mientras realiza un golpe débil o bloquea, el intervalo entre ataques débiles es reducido, haciendo a los combos más fáciles. Aunque esta función no sea mencionada en la carta de instrucciones, la última página del manual de la versión hogareña de Neo Geo la menciona, describiéndola como el sistema de «ataque uno-dos».
Todos los once luchadores del juego previo regresan (incluyendo los jefes Clown y Karnov, quienes ahora son jugables) y se les unen dos personajes nuevos: Yungmie, una exponente de taekwondo de Korea, y Zazie, un practicante de karate de Kenya, para un total de 13 personajes. Karnov es el único personaje recurrente que ha recibido sprites enteramente nuevos. La mayoría de los personajes recurrentes recibieron nuevas técnicas especiales (con algunas excepciones), incluyendo técnicas ocultas que no se encuentran listadas en la carta de instrucciones (el manual de la versión hogareña insinúa su inclusión). El buey que aparecía en las rondas extra en Karate Champ aparece en este juego como un jefe secreto si el jugador completa el juego en dificultad normal o superior sin perder una ronda. El buey es un personaje no jugable.

## Lanzamiento
El juego fue lanzado originalmente en los arcades japoneses el 7 de marzo de 1994, mientras que la versión hogareña de Neo Geo fue lanzada el 28 de abril. Además de los ports de las consolas hogareñas de Neo Geo, Karnov's Revenge fue lanzado para la Sega Saturn exclusivamente en Japón el 4 de julio de 1997. La versión de Saturn permite a los jugadores asignar los cuatro ataques básicos a un solo botón (C y Z por defecto), el cual es requerido por ciertos personajes para realizar ciertos movimientos especiales. Una reedición en consola virtual de la versión de Neo Geo fue lanzada para la Wii en Japón el 8 de junio de 2010, y en Norteamérica el 27 de diciembre. También fue añadido a Zeebo el 23 de abril de 2010. En 2017, Hamster Corporation lanzó el juego en la Nintendo Switch, PlayStation 4, Windows y Xbox One bajo su serie Arcade Archives.

## Recepción
En Japón, Game Machine clasificó a Karnov's Revenge en su edición del 15 de abril de 1994 como el cuarto juego de arcade más exitoso del mes. En Norteamérica, RePlay reportó que Karnov's Revenge fue el noveno juego de arcade más popular del momento.
En su lanzamiento, Famicom Tsūshin puntuó a la versión de Neo Geo un 25 de 40. GamePro lo calificó como una mejora modesta del primer juego, con acción más acelerada, pero la misma falta de personajes simpáticos. Sin embargo, dijeron que los nuevos personajes eran mejores que los viejos, especialmente Yungmie y su rasgo único de atacar solamente con sus piernas.
Nintendo Life le dio reseñas mixtas tanto al lanzamiento en la consola virtual de Wii como al relanzamiento en la Nintendo Switch. El autor Corbie Dillard elogió el sistema de punto débil y los ataques uno-dos, pero señaló que no son suficientes para destacar más al juego entre otros juegos de lucha promedio. En la otra reseña de Dave Frear, dijo que los ataques a menudo no fluyen juntos, haciendo que el machacado de botones a veces resulte más efectivo que los movimientos planeados. Al final de la reseña, recomendó jugar otros juegos de lucha como Art of Fighting, Fatal Fury, Samurai Shodown, World Heroes, Aggressors of Dark Kombat, y The King of Fighters.